# 로드 오브 히어로즈
《로드 오브 히어로즈》(Lord of Heroes)는 클로버게임즈의 모바일 RPG게임이다. 공식 약칭은  로오히이다.이용자가 아발론의 통치자 로드가 되어 세계를 정복하는 구조를 하고 있다.